# Jimmy Weldon
Pour les articles homonymes, voir Weldon.
Jimmy Weldon est un acteur américain né le 23 septembre 1923 à Dale et mort le 6 juillet 2023 à Paso Robles, une zone non incorporée du comté texan de Caldwell aux États-Unis.

## Filmographie
- 1954 : Funny Boners (série TV) : Host
- 1961 : The Yogi Bear Show (série TV) : Yakky Doodle (voix)
- 1961 : La Planète fantôme (The Phantom Planet) : Lieutenant Webb, navigator
- 1976 : Les Nouvelles filles de Joshua Cabe (The New Daughters of Joshua Cabe) (TV)
- 1977 : Fred Flintstone and Friends (série TV) (voix)
- 1978 : The Challenge of the Super Friends (série TV) : Solomon Grundy (voix)
- 1979 : The Best Place to Be (TV)
- 1979 : Americathon (en) de Neal Israel : Big Jim, VP Research
- 1979 : Scooby-Doo et Scrappy-Doo (Scooby-Doo and Scrappy-Doo) (série TV) : Additional Voices (voix)
- 1984 : Chattanooga Choo Choo : Rev. Norbert Puckett
- 1984 : Le Défi des gobots ("Challenge of the GoBots") (série TV) : Additional Voices (voix)
- 1986 : Mystérieusement vôtre, signé Scoubidou (The All-New Scooby and Scrappy-Doo Show) (série TV) (voix)
- 1988 : The Wrong Guys (en) de Danny Bilson : Scoutmaster